# たかのあつのり
たかの あつのりは、日本の漫画家、イラストレーター。suke6 というペンネームも使用。

## 作品リスト
連載
- それいけ！ウルトラ兄弟 (2006 - 2008年、てれびくん連載)
  - 途中から「それいけ！ウルトラ大怪獣」に改題
- SDガンダム三国伝 ブレイブバトルウォーリアーズ (2010 - 2011年／ケロケロエース連載) 
  - 第2巻まで発行。第3巻は未発行。
- SDバトスピ (2013年、最強ジャンプ連載中)
- カラフルファンタジア SDバトスピ放浪伝（最強ジャンプ）
- きぐるみフレンジー（2018年-2019年 矢立文庫 漫画、キャラクターデザイン）

読み切り
- パパロボ！ (2005年、コロコロイチバン) ※オリジナル作品
- ムシキング ポポの冒険編 (2006年、コロコロイチバン)
- ジャポニカ王子 春のお勉強スペシャル (2006年、コロコロイチバン)
- 超星艦隊セイザーX ひみつ研究所 (2006年、てれびくん)
- ミュータントタートルズ ただいま修行中 (2007年、コロコロイチバン)
- ギミック (2013年、最強ジャンプ) ※オリジナル作品
- 他

イラスト
- デュエルマスターズ (コロコロコミック、攻略本など) ※カット、4コマ
- モバゲー「ナイトガンダム カードダス戦記」 (2012年、バンダイナムコゲームス) ※制作協力
- カード 「新約SDガンダム外伝」（2013年、バンダイ)
- SDガンダム ザ・ラストワールド（2017年 矢立文庫連載Web小説 イラスト、4コマ）
- アイドルタイムプリパラ グッズイラスト
- アルカナハートちびまっくす! シールイラスト
- 他